# Pseudoscaphirhynchus
Cá tầm mũi xẻng Trung Á, tên khoa học Pseudoscaphirhynchus, là chi cá trong họ Acipenseridae. Chi cá có ba loại, tất cả trong tình trạng bị đe dọa và cư trú ở trung tây Châu Á.

## Các loài
- Pseudoscaphirhynchus fedtschenkoi (Kessler, 1872) (Cá tầm mũi xẻng Syr Darya, cá tầm mõm bai Syr Darya)
- Pseudoscaphirhynchus hermanni (Kessler, 1877) (Cá tầm mũi xẻng Amu Darya nhỏ, cá tầm mõm bai Amu Darya nhỏ)
- Pseudoscaphirhynchus kaufmanni (Kessler, 1877) (Cá tầm mũi xẻng Amu Darya lớn, cá tầm mõm bai Amu Darya lớn)